# 21a Divisió Panzer
La 21a Divisió Panzer (en alemany:21. Panzer-Division) va ser una divisió cuirassada alemanya, coneguda principalment pel seu paper en els combats de la campanya del nord d'Àfrica entre 1941 i 1943 durant la Segona Guerra Mundial, quan era una de les dues divisions cuirassades que formaven l'Afrika Korps.

## Història
La unitat va crear-se originalment com a 5a Divisió Lleugera o 5a Divisió Lleugera Afrika al nord d'Àfrica a inicis de 1941, a partir d'una munió d'unitats menors que van ser traslladades per donar suport a les forces italianes prop del col·lapse a Cirenaica. Entre els seus elements n'hi havia de la 3a Divisió Panzer, la unitat inicialment destinada al nord d'Àfrica a l'estiu de 1940.
La primera unitat incorporada va ser el 39è Batalló Panzerjager (antitanc). Era una unitat motoritzada amb camions aptes per arrossegar equipament pesant, incloent 9 canons PaK 36 de 3,7 cm I 2 PaK 38 de 5 cm. L'element cuirassat, el 5è Regiment Panzer, va ser traslladat de la 3a Divisió Panzer. Disposava de 20 tancs PzKpfw IV, 75 PzKpfw III, 45 PzKpfw II i 25 PzKpfw I Ausf B, a més de diversos Befehlspanzer (vehicles de comandament). Tot I aquests aparentment impressionants nombres, la unitat estava per sota del seu nivell. Les forces d'infanteria era el 200 Regiment (fusellers), i l'única unitat d'artilleria era un simple batalló del 75è Regiment d'Artilleria. L'estat major de la divisió, també provinent de la 3a Divisió Panzer, incloïa el cap de l'estat major, major Hauser, i l'oficial d'intel·ligència, capità von Kluge.
La formació va rebre el seu nom oficialment el 18 de febrer de 1941, i el seu primer comandant va ser el Generalmajor Johannes Streich, qui havia comandat el 15è Regiment Panzer durant la batalla de França el 1940. En aquell moment la major part de les seves unitats ja havien arribat a Trípoli, però els darrers tancs no van ser desplegats fins a l'11 de març, perdent-se les primeres batalles de l'ofensiva de la Cirenaica de Rommel.
La 5a Lleugera no va disposar de tots els tancs en el moment del seu desplegament. Disposava de només 150 tancs de tota mena, dels quals 130 eren models desfasats, i la resta eren vehicles de comandament i d'observació desarmats.
Malgrat la seva lenta posada en marxa, principalment a causa que la major part dels reforços del Heer eren enviats en el Front Oriental, al setembre de 1941 la 5a Divisió Lleugera assolí la força d'una divisió cuirassada, sent reanomenada 21a Divisió Panzer.
Durant la seva estada al desert, l'Afrika Korps pràcticament sempre va estar per sota de les seves necessitats, amb els homes i el material que hi havia disponibles.

### 1941
Encara coneguda com a 5a Divisió Lleugera, la unitat va tenir sort en les primeres batusses contra l'exèrcit britànic. El XIII Cos britànic havia conquerit Tobruk el 21 de gener de 1941, i el general Richard O'Connor va preparar-se per perseguir i destruir les forces italianes a Cirenaica i per avançar cap a Trípoli. La pèrdua d'aquesta base vital de subministraments hagués eliminat tota l'eficàcia de les forces de l'Eix al nord d'Àfrica.
Però la fortuna intervingué per a l'Eix quan O'Connor va rebre l'ordre del comandant en cap Archibald Wavell perquè les seves tropes descansessin, retardant l'avanç dues setmanes. Els britànics tornaren a l'ofensiva el 4 de febrer. Bengasi i Beda Fomm van caure el 7 de febrer malgrat una decidida resistència del 21è Cos Motoritzat italià. El Agheila va caure el 8 de febrer. Els intents britànics per netejar de tropes de l'Eix el nord d'Àfrica estaven sent ofegats pel seu propi govern, que respongué la petició d'ajut grega contra una possible invasió alemanya, retirant parts considerables de la força del desert per enviar-les a Grècia i suspenent les operacions a Líbia. Aquest respir donà temps als alemanys i als desmoralitzats italians a recuperar-se.
El 2 de març de 1941 els primers canons de 88 mm, hàbils tant com a arma antiaèria com antitanc, arribaren al nord d'Àfrica, donant una potència artillera molt necessària.
Tot i que Rommel tenia ordres estrictes de mantenir-se a la defensiva, el 31 de març ordenà atacar a la 5a Lleugera i a quatre divisions d'infanteria italianes, que es convertí en una gran ofensiva d'èxit, a mesura que els britànics començaven a retirar-se, arribant fins a Egipte després de recórrer 600 milles.
El desgavell de les tropes britàniques va augmentar per un canvi al comandament quan el comandant britànic a Cirenaica, el tinent general Philip Neame, un oficial amb una bona reputació però sense experiència en la guerra del desert va ser capturat amb el seu predecessor, el tinent general O'Connor, que havia estat enviat des de Cairo per Wavell per informar la situació. A més, l'experimentada 7a Divisió Cuirassada, que pràcticament no tenia tancs disponibles, s'havia retirat a Cairo per reavituallar-se, sent substituïda per la recentment formada 2a Divisió Cuirassada.
Després de ser reanomenada oficial 21a Divisió Panzer, la unitat no va tenir cap èxit particular durant la resta de l'any. Els britànics es reagruparen i es reforçaren fins a sumar 7 divisions organitzades en dos cossos (el XIII i el XXX Cos), formant el Vuitè Exèrcit, llançà l'operació Croat el 18 de novembre, que forçà a Rommel a retirar-se a El Agheila a finals de l'any, permetent que els britànics reconquerissin la Cirenaica. Malgrat això, la divisió, juntament amb la 15a Divisió Panzer, aconseguí una victòria notable sobre el XXX Cos (i en particular sobre la 7a Divisió Cuirassada) el 22 de novembre a Sidi Rezegh, i trencà cap a la frontera egípcia amenaçant la mateixa existència del Vuitè Exèrcit al nord d'Àfrica. Malgrat això, les sobre-esteses línies de subministrament i la necessitat urgent d'assistir les forces de l'Eix al voltant de Tobruk, on estaven sent presionades pel XII Cos, obligant-los a retirar-se. En tornar a Sidi Rezegh, la divisió va perdre el seu comandant, l'experimentat Major-General Johann von Ravenstein, que va ser capturat mentre que realitzava un reconeixement el 29 de novembre.
Tot i que s'uní l'Afrika Division (que rebé el nom de 90a Divisió d'Infanteria Lleugera el 27 de novembre de 1941), una unitat formada a partir de formacions menors a l'agost de 1941, les tropes alemanyes en aquest teatre eren vulnerables.

### 1942
Als primers mesos de 1942 la situació dels subministraments millorà, amb la fortalesa britànica de Malta patint un intens atac aeri, permetent que els combois de subministraments de l'Eix provinents d'Itàlia poguessin navegar.
L'operació Acròbata va ser iniciada per fer recular el Deutsches Afrikakorps fins a Trípoli (Líban), però una ràpida contraofensiva de Rommel va sorprendre els britànics i els va fer fora de la Cirenaica. Arribant a Darnah el 3 de febrer, la 21a Panzer era la unitat essencial de l'assalt. A finals de gener, el Major General Georg von Bismarck va ser nomenat nou comandant de la divisió.
Seguiren més èxits. El 5 de juny Gazala va ser conquerida, i durant un dur combat entre el 20 i el 21 de juny, la 21a Panzer, juntament amb la 90a Lleugera i la 15a Panzer, aconseguiren superar les línies britàniques a Tobruk, capturant prop de 35.000 presoners. De resultes, el Vuitè Exèrcit britànic va haver de recular. La lluita, però, va fer pagar el seu peatge a la divisió, i entre la 15a i la 21a Panzers només disposaven de 44 tancs entre les dues. Quatre cinquenes parts dels seus vehicles de transport havien estat capturats quan van penetrar a Egipte.
Els britànics prepararen una nova línia defensiva a Mersa Matruh el 26 de juny. Rommel, fent servir de nou la 21a Panzer com a punta de llança de l'atac, derrotà les defenses britàniques i les va fer recular fins a una nova línia defensiva a El Alamein.
El 3 de juliol, la resistència britànica aturà l'avanç de Rommel. Amb la 21a Panzer liderant l'avanç per sobrepassar les defenses britàniques el 31 d'agost durant la batalla d'Alam el Halfa, els alemanys van ser aturats. En una sèrie de combats en aquesta zona, el generalmajor Georg von Bismarck, comandant de la divisió, va ser mort per foc de morter a l'agost, i l'Oberst Karl-Hans Lungershausen va haver de prendre el comandament interinament fins a l'arribada del generalmajor Heinz von Randowel 18 de setembre.
El Alamein va ser l'inici del final dels èxits alemanys al desert. Ara enormement superat en xifres, la guerra es convertí en una guerra de desgast que els alemanys no podien guanyar. Els britànics estaven equipats amb els nous tancs M4 Sherman armats amb un canó de 75 mm d'alta velocitat, capaç de penetrar el blindatge dels vehicles alemanys.
El 23 d'octubre, s'inicià l'ofensiva britànica amb la Segona Batalla d'El Alamein. Els alemanys van ser superats, i la 21a Panzer va quedar reduïda a només 4 tancs el 7 de novembre. Durant la llarga retirada fins a Tunísia, la 21a Panzer portà a terme accions de rereguarda.
Per augmentar els problemes alemanys, els americans llançaren l'operació Torxa, desembarcant al Marroc i a Algèria, i el Panzerarmee Afrika s'enfrontà a l'anihilació, lluitant en dos fronts. El 21 de desembre morí un altre comandant de la divisió, el generalmajor Heinz von Randow.

### 1943
Per quan arribaren a Tunis, la 21a Panzer havia deixat d'existir com una unitat cohessionada i va ser dividida en dos grups de batalla (Kampfgruppen), el Pfeiffer i el Gruen; posteriorment anomenats Stenkhoff i Schuette
El darrer èxit operatiu a l'Àfrica per a les forces alemanyes va ser al febrer de 1943 quan aconseguiren una notable victòria contra les forces americanes al Pas de Kasserine.
El major General Heinrich-Hermann von Hülsen rendí les restes de la divisió el 13 de maig de 1943.

### Renaixement
El 15 de juliol de 1943 la divisió va ser reconstituïda a França, on seguí en rehabilitació i en tasques de guarnició fins al desembarcament de Normandia el 1944. El nou comandant de la divisió era l'Oberst Edgar Feuchtinger, que va ser promogut a generalmajor l'1 d'agost de 1943 i a generalleutenant un any després.
Formada majorment per tropes d'ocupació, va ser dissenyada com a unitat de ràpid moviment per fer front a l'exèrcit d'invasió, coneixent-se com a Schnelle Division West (Divisió Ràpida Oest). Estava equipada amb tancs, vehicles de mitja tracció, artilleria autopropulsada i camions, en molts casos vehicles capturats francesos.
L'única unitat especialitzada de la divisió era el 305è Batalló Antiaeri. El primer batalló d'aquesta unitat estava íntegrament equipat amb 4 companyies de canons de 88 mm, muntats en tractors, així com dues companyies de canons de 20 mm. Els batallons 2n i 3r estaven equipats amb Hummels de 150 mm. la divisió operà principalment amb tancs francesos capturats, que se suposava que havien de ser substituïts per 3 companyies de 22 per batalló i PzKpfw III una companyia de 22 PzKpfw IV. Aquests canvis no es realitzaren fins a les primeres setmanes de maig de 1944, i encara llavors els batallons només reberen.
Igual que al nord d'Àfrica, la unitat estava a les ordres del Generalfeldmarschall Erwin Rommel, ara responsable de totes les forces alemanyes entre els Països Baixos i el Loira.

### 1944

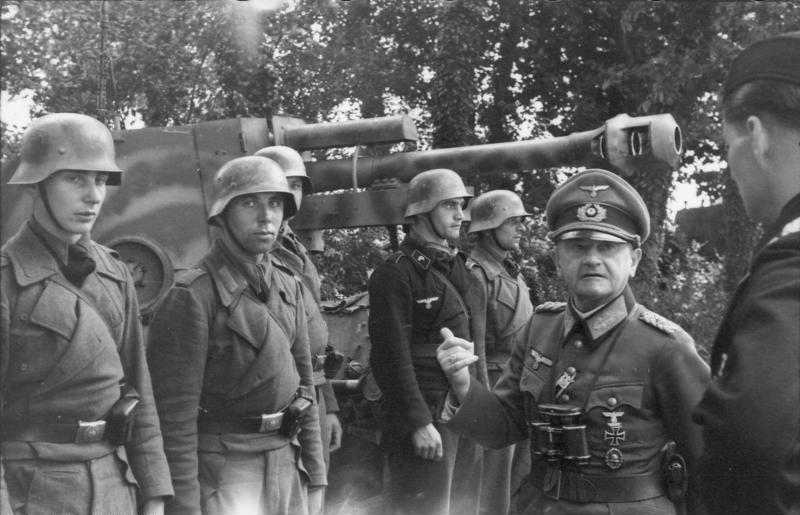
Rommel inspeccionant la divisió al maig de 1944.

Rommel creia que la invasió hauria de ser aturada a les platges, mentre que von Rundstedt o Guderian es mostraven en desacord. Hitler dubtava i els posà en una situació intermèdia, massa lluny per ser útils a Rommel, però massa a prop per von Rundstedt. Així, la 21a Panzer va ser situada prop de Caen, a la zona de desembarcament britànica. Les unitats de les SS que se suposava que havien de donar suport a la divisió no podien ser emprades llevat que Hitler personalment donés l'ordre.
La 21a Panzer disposava només de 4 PzKpfw II, 117 PzKpfw IV, 12 Flakpanzer 38(t), 2 Panzerbefehlswagen i 10 Sturmgeschütz
Durant el primer dia de la invasió, la 21a Panzer operà sola. Colpejada pels atacs aeris, aconseguí trobar i combatre les forces paracaigudistes britàniques a Ranville, i oferint una dura resistència als britànics fins que rebé ordres de retirar-se l'endemà al matí. Va rebre l'ordre de fer front a l'avanç britànic sobre Caen, intentant obrir una escletxa entre la 3a divisió d'infanteria britànica i la 3a divisió canadenca.
Rommel havia estat lluny del front durant els primers dies de la invasió, assumint el comandament el 9 de juny. Llavors la divisió estava agrupada amb dues unitats de les SS, sota el comandament de Sepp Dietrich, que van ser dirigides al nord-oest per reconquerir Bayeux, però aquest pla s'abandonà quan l'estat major de la divisió va resultar mort durant un atac aeri.
La divisió continuà lluitant durant els mesos de juny i juliol. Entre el 6 i el 8 de juny informà de la pèrdua de 54 PzKpfw IV, rebent 17 de recanvi. El 3 de juliol, un informe alemany informà de les xifres de tancs destruïts per la 21a Panzer d'acord amb l'arma emprada:
- Panzer: 37
- Sturmgeschütz: 15
- Artilleria motoritzada: 41
- Artilleria: 3
- Infanteria: 5.
- Total: 101

Pel 27 de juliol, les pèrdues de tancs alemanyes continuaren amb unes xifres semblants.
Entre el 6 de juny i el 7 d'agost, els informes britànics basats sobre els vehicles capturats suggereixen que gairebé la meitat dels tancs alemanys van ser destruïts per impactes de projectils de penetració de blindatge, i la resta per una combinació d'armes d'infanteria i antitancs, artilleria, coets d'avió o abandonats/destruïts per les tripulacions.
La principal acció en la qual la 21a Panzer va participar en el Front Occidental va ser la resistència que va fer davant l'avanç de la Divisió Cuirassada de la Guàrdia durant l'operació Abric Blau, l'1 d'agost de 1944.
Les forces supervivents van ser destruïdes pràcticament totes a la bossa de Falaise. Les restes de la divisió s'uniren amb la 16a Divisió de Camp de la Luftwaffe. Dels 223 tancs que la 21a Panzer i altres divisions que els britànics capturaren entre el 8 i el 31 d'agosts, pràcticament tres de cada quatre havien estat abandonats o destruïts pels seus tripulants.
El setembre del 1944 la unitat tornà a ser reformada expandint la 112a Brigada Panzer amb el 100è Regiment Panzer, que havia estat equipat amb dues companyies de Panthers i dues companyies de PzKpfw IV. La divisió participà en la retirada cap a la frontera alemanya, lluitant notablement als combats defensius de Epinel, Nancy, Metz i a la zona del Saar. Va ser retirada a Kaiserslautern.
Al desembre, von Rundstedt decidí no incloure-la a l'operació Wacht am Rhein, deixant-la perquè cobrís el flanc, la qual cosa probablement la salvà de la destrucció total.
El 29 de desembre informà que les seves forces totalitzaven 72 PzKpfw IV, 38 PzKpfw V i 8 Flakpanzer IV.

### 1945
El 25 de gener de 1945 la divisió va ser reformada com una divisió panzer reduïda, reminiscències dels seus temps africans. El darrer comandant va ser l'Oberst Helmut Zollenkopf. La unitat només estava formada per un únic batalló, basat en el 22 Regiment Panzer. Contenia una secció antiaèria, dues companyies de Panthers i dos més de PzKpfw IV. El 9 de febrer va ser desplegada al Front Oriental, lluitant contra l'Exèrcit Roig a Goerlitz, Slatsk i Cottbus. Exhausta i sense tancs en servei, es rendí als soviètics el 29 d'abril de 1945, el dia abans que Hitler se suïcidés al seu búnquer de Berlín.

## Unitats de la 21a Divisió Panzer

Unitats de la 21a Divisió Panzer

Comandant: Tinent General Edgar Feuchtinger
- 22 Regiment Panzer (Coronel Hermann von Oppeln-Bronikowski)
  - I Batalló Panzer
  - II Batalló Panzer

- 125 Regiment Granader Panzer (Major Hans von Luck)
  - I Batalló Granader Panzer
  - II Batalló Granader Panzer

- 192 Regiment Granader Panzer (Tinent Coronel Rauch)
  - I Batalló Granader Panzer
  - II Batalló Granader Panzer

- 155 Regiment d'Artilleria Panzer (Coronel Huehne)
  - I Batalló d'Artilleria Panzer
  - II Batalló d'Artilleria Panzer
  - III Batalló d'Artilleria Panzer

- 21 Batalló de Reconeixement Panzer (Major Waldow)
- 200 Batalló de Canons d'Assalt (Major Becker)
- 200 batalló Antitanc
- 200 Batalló de Senyals Panzer
- 220 Batalló d'Enginyers Panzer (Major Hoegl)
- 305 Batalló Antiaeri (Major Ohlend)

## Comandants
- Generalmajor Johann von Ravenstein, 1 d'agost de 1941 – 29 de novembre de 1941
- Oberstleutnant Gustav-Georg Knabe, 29 de novembre de 1941 – 1 de desembre de 1941 (en funcions)
- Generalmajor Karl Böttcher, 1 de desembre de 1941 – 11 de febrer de 1942
- Generalmajor Georg von Bismarck, 11 de febrer de 1942 – 21 de juliol de 1942
- Oberst Alfred Bruer, 21 de juliol de 1942 – 1 d'agost de 1942 (en funcions)
- Generalmajor Georg von Bismarck, 1 d'agost de 1942 – 31 d'agost de 1942
- Oberst Karl-Hans Lungershausen, 1 de setembre de 1942 – 18 de setembre de 1942 (en funcions)
- Generalmajor Heinz von Randow, 18 de setembre de 1942 – 21 de desembre de 1942
- Oberst Kurt Freiherr von Liebenstein, 21 de desembre de 1942 – 1 de gener de 1943 (en funcions)
- Generalmajor Hans-Georg Hildebrandt, 1 de gener de 1943 – 25 d'abril de 1943
- Oberst Heinrich-Hermann von Hülsen, 25 d'abril de 1943 – 13 de maig de 1943
- Generalleutnant Edgar Feuchtinger, 15 de maig de 1943 (re-creació) – 15 de gener de 1944
- Generalmajor Oswin Grolig, 15 de gener de 1944 – 8 de març de 1944
- Generalleutnant Franz Westhoven, 8 de març de 1944 – 8 de maig de 1944
- Generalleutnant Edgar Feuchtinger, 8 de maig de 1944 – 25 de gener de 1945
- Oberst Helmut Zollenkopf, 25 de gener de 1945 – 12 de febrer de 1945
- Generalleutnant Werner Marcks, 12 de febrer de 1945 – 8 de maig de 1945